# IC 2018
IC 2018 ist eine Balken-Spiralgalaxie vom Hubble-Typ SBbc im Sternbild Dorado am Südsternhimmel. Sie ist schätzungsweise 447 Millionen Lichtjahre von der Milchstraße entfernt und hat einen Durchmesser von etwa 100.000 Lichtjahren.

Im selben Himmelsareal befinden sich u. a. die Galaxien NGC 1500, NGC 1506, IC 2021, IC 2023.
Das Objekt wurde am 7. Dezember 1899 vom US-amerikanischen Astronomen DeLisle Stewart entdeckt.